# Мары (Оренбургская область)
Мары — упразднённый хутор в Адамовском районе Оренбургской области. На момент упразднения входил в состав сельского поселения Адамовский поссовет. Исключен из учётных данных в 2008 году.

## География
Хутор располагался в истоке ручья Аршалы, южнее автомобильной дороги 53К0211000 «Теренсай — Адамовка», на расстоянии, примерно, 3 километров к северо-западу от посёлка Адамовка.

## История
По данным на 1960 год хутор Мары являлся полевым станом совхоза «Заря коммунизма» и входил в состав Адамовского поссовета. До 1974 года передан в состав Джарлинского сельсовета.
Постановление Законодательного Собрания Оренбургской области от 01 ноября 2008 года N 2542/525-IV-ОЗ хутор исключен из учётных данных.

## Население
По переписи 2002 года на хуторе проживало 5 человек, из которых казахи составляли 60 % населения, русские — 40 %.